# 維斯特羅克河
維斯特羅克河（烏克蘭語：Бистрок），是烏克蘭北部的河流，屬於格雷茲利亞河的支流。該河流經日托米爾州的科羅斯滕區，河口處在格列茲利亞附近，河道全長3.1公里。